# 狮滩镇
狮滩镇，是中华人民共和国重庆市合川区下辖的一个乡镇级行政单位。

## 行政区划
狮滩镇下辖以下地区：
狮滩社区、聂家村、白银村、安全村、柳寨村、宗圣村、五通村、任家村和新屋村。